# Udaipur (huyện)
Huyện Udaipur là một huyện thuộc bang Rajasthan, Ấn Độ. Thủ phủ huyện Udaipur đóng ở Udaipur. Huyện Udaipur có diện tích 13430 ki lô mét vuông. Đến thời điểm năm 2001, huyện Udaipur có dân số 2632210 người.